# Стрюков Владислав Геннадійович
Владисла́в Генна́дійович Стрюков (1980—2014) — солдат резерву, Міністерство внутрішніх справ України; учасник російсько-української війни.

## Життєпис
Народився 1980 року в місті Донецьк. У Коцюбинському закінчив ЗШ № 18, захоплювався бойовими мистецтвами та військовою справою. Працював на Білицькій меблевій фабриці. Здобув вищу освіту; працював на керівній посаді в мережі магазинів «АРГО».
В часі війн — доброволець, командир 3-го відділення 2-го взводу охорони спеціального призначення, 2-й батальйон спеціального призначення НГУ «Донбас». Коли йшов: «А хто, як не я! Хто вас захистить? Це моя війна! Пробачте».
І на війні займався творчістю — перешивав жилети й поліпшував елементи зброї.
Загинув 29 серпня 2014 року при спробі виходу з оточення в Іловайську — розстріляний російськими військовиками в «зеленому коридорі смерті».
Вдома лишилися дружина й донька Іванна. Похований у Коцюбинському Київської області.
На пошанування Владислава Стрюкова в Коцюбинському встановлена пропам'ятна дошка.

## Нагороди та вшанування
За особисту мужність і героїзм, виявлені у захисті державного суверенітету та територіальної цілісності України, вірність військовій присязі під час російсько-української війни нагороджений
- орденом «За мужність» III ступеня (27.11.2014, посмертно).
- Почесний громадянин селища Коцюбинського
- Його портрет розміщений на меморіалі «Стіна пам'яті полеглих за Україну» в Києві: секція 3, ряд 9, місце 15
- Вшановується 29 серпня на щоденному ранковому церемоніалі вшанування українських захисників, які загинули цього дня в різні роки внаслідок російської збройної агресії[1]
- Іловайський Хрест (посмертно)